# James Brady (voile)
Pour les articles homonymes, voir James Brady (homonymie) et Brady.
James Brady, né le 27 juin 1963 à Tampa, est un skipper américain. 

## Carrière
James Brady participe aux Jeux olympiques de 1992 à Barcelone et remporte la médaille d'argent avec Kevin Mahaney et Douglas Kern dans l'épreuve du Soling.